# Sami meridional
El sami meridional es la lengua sami encontrada más al suroeste de la península escandinava.  Esta lengua se encuentra seriamente en peligro de desaparecer; sus últimos baluartes son las municipalidades de Snåsa y Hattfjelldal en Noruega.  Existen alrededor de 2.000 personas consideradas étnicamente como samis meridionales en Noruega y Suecia, pero solo alrededor de 500 de ellos pueden hablar su lengua fluídamente.

## Sistema de escritura

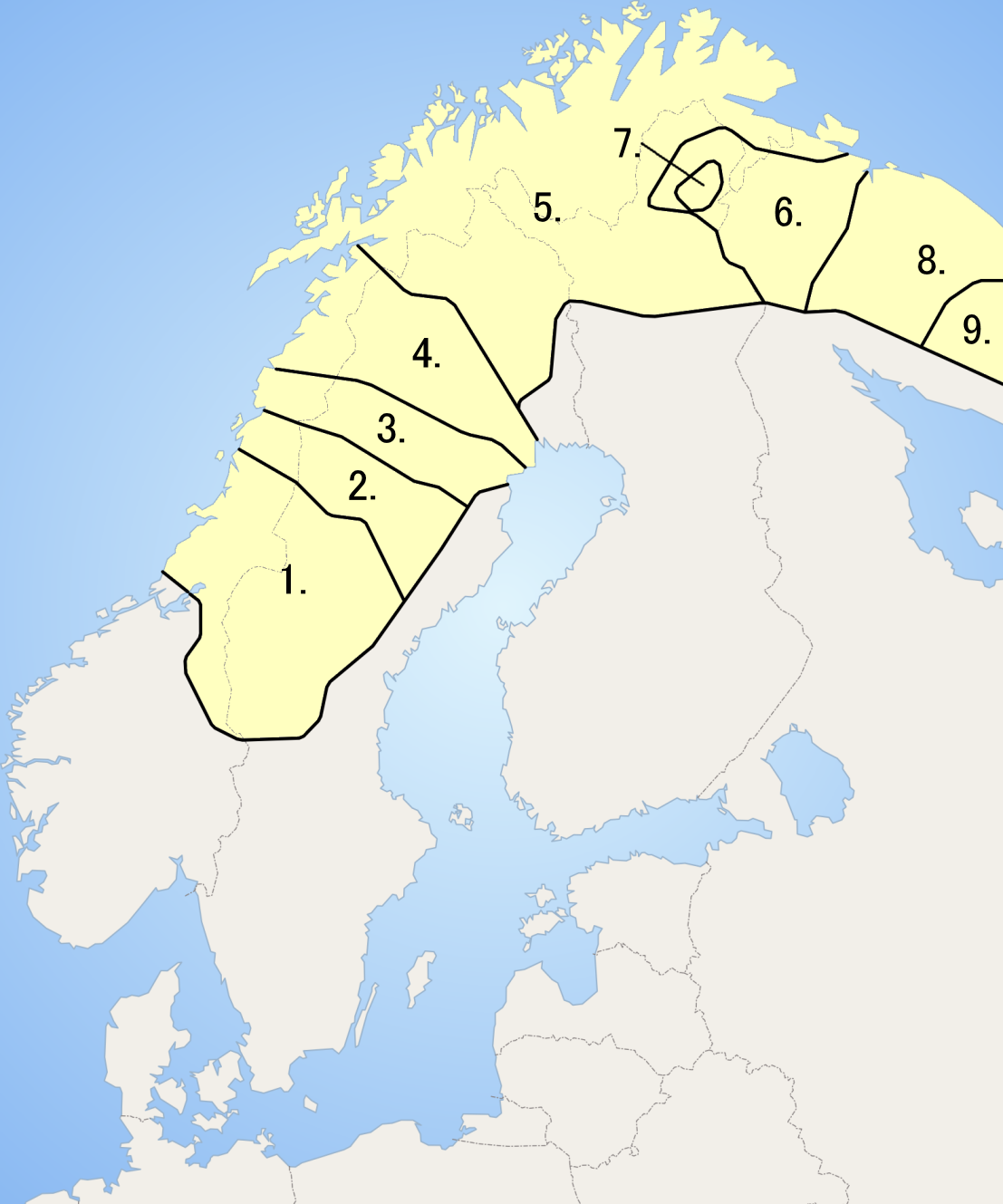
El sami meridional es el número 1 en el mapa.

El sami meridional es una de las seis lenguas sami que tienen una lengua escrita oficial, sin embargo, sólo unos pocos libros han sido publicados para el idioma, uno de los cuales es un diccionario amplio sami meridional-noruego.  Este idioma usa el alfabeto latino con algunas variaciones: A/a, B/b, D/d, E/e, F/f, G/g, H/h, I/i, (Ï/ï), J/j, K/k, L/l, M/m, N/n, O/o, P/p, R/r, S/s, T/t, U/u, V/v, Y/y, Æ/æ, Ø/ø, Å/å.
Ä/ä es una variante de Æ/æ, Ö/ö es una variante de Ø/ø. Las variantes Ä/ä, Ö/ö son usadas en Suecia, Æ/æ, Ø/ø en Noruega, de acuerdo al uso en sueco y noruego. La Ï/ï representa otra versión de I/i, muchos textos no distinguen entre las dos.  C/c, Q/q, W/w, X/x, Z/z son usadas en palabras de origen extranjero.

## Fonología
El sami meridional tiene dos dialectos, el septentrional y el meridional.  Las diferencias fonológicas entre ambos dialectos son relativamente pequeñas, el sistema del dialecto del norte se explica a continuación.

### Vocales
Las vocales del dialecto septentrional son las siguientes; sus homólogos ortográficos están entre paréntesis:
|               | Vocal frontal | Vocal frontal | Vocal central | Vocal central | Vocal final   | Vocal final |
|               | No redondeada | Redondeada    | No redondeada | Redondeada    | No redondeada | Redondeada  |
| ------------- | ------------- | ------------- | ------------- | ------------- | ------------- | ----------- |
| Vocal cerrada | i (i)         | y (y)         | ɨ (ï/i)1      | ʉ (u)         |               | u (o)       |
| Media vocal   | e (e)         |               |               |               |               | o (å)       |
| Vocal abierta | ɛ (æ/ä)2      |               |               |               | ɑ (a)         |             |

1La diferencia entre las vocales i e ɨ normalmente no se indica en la ortografía: ambos sonidos son escritos con la letra i. Sin embargo, diccionarios y otras fuentes lingüísticas usan el caracter ï para la última letra.
2La letra æ es usada en Noruega, y ä en Suecia.
Las vocales ¨bajas¨ e, ɛ, o y a contrastan en su longitud: estas pueden ser tanto breves como largas. Las vocales ¨altas¨ sólo son breves.
Las vocales se combinan para formar diez diptongos:
|                   | Frontal | Frontal a final | Central a final | Central a frontal   | Final   | Final a frontal |
| Cerrada a media   | ie (ie) | yo (yø/yö)      |                 | ʉe (ue), ɨe (ie/ïe) | uo (oe) |                 |
| Cerrada a abierta |         |                 | ʉa (ua)         |                     |         |                 |
| Cerrada           |         |                 |                 |                     |         | oe (øø/öö)      |
| Media a abierta   | eæ (ea) |                 |                 |                     | oa (åa) | oæ (åe)         |

## Gramática
Una característica típica del sami meridional es el alternar las vocales de la primera sílaba a través de un umlaut en la declinación y conjugación de las palabras. A menudo existen tres diferentes vocales que se alternan en el paradigma de una palabra, por ejemplo:
- ae ~ aa ~ ee: vaedtsedh 'caminar': vaadtsam '(yo) camino': veedtsim '(yo) caminé'
- ue ~ ua ~ øø: vuelkedh 'salir': vualkam '(yo) salgo': vøølkim '(yo) salí'

Por otro lado, el sami meridional es la única lengua sami que no tiene matices o gradación consonántica. De ahí que las consonantes en medio de las palabras nunca se alteran en sami meridional, mientras que tales alteraciones son frecuentes en otras lenguas sami. Un ejemplo de ello es, en sami meridional, la palabra nomme (nombre) y nommesne (en el nombre); comparado con el sami septentrional namma: namas.
Este idioma posee ocho casos: nominativo, genitivo, acusativo, inesivo, elativo, ilativo, comitativo y esivo. El sami meridional es una de las pocas lenguas que todavía distinguen entre el acusativo y el genitivo morfológiamente.
Los verbos son conjugados en primera, segunda y tercera persona y son conjugados en tres números gramaticales: singular, dual y plural. Una característica de la lengua es la existencia del verbo negativo al igual que en las otras lenguas sami, el finés y el estonio. En sami meridional este verbo es conjugado en tiempo (pasado y no pasado), modo (indicativo e imperativo), persona (1.ª, 2.ª o 3.ª) y número (singular, dual y plural).

## Sintaxis
El sami meridional es una lengua SOV (sujeto-objeto-verbo). Esto la diferencia de las otras lenguas sami.